# 野草 (文學)
《野草》是魯迅於1927年出版的散文詩集，寫作於1924年至1926年間，共有24篇（連《題辭》）作品，如《秋夜》、《風箏》、《雪》、《過客》、《墓碣文》等，初刊於《語絲》雜誌。《野草》寫於魯迅與許廣平交往與戀愛的前後，期間又發生了女師大風潮及三一八慘案，這些事件都深深影響《野草》的創作。《野草》批判當時中國的黑暗現實，表現作者個人的哲學思考，記錄詩人的情感經歷。其篇章按主題可分兩大類，一類是作者對其思想陰暗面的自我剖析，如《影的告別》、《過客》、《墓碣文》；另一類表現魯迅與保守勢力的鬥爭，如《秋夜》、《復讎》、《淡淡的血痕中》。《野草》體裁上屬散文詩，短小精練，富有詩意，偶有押韻。風格上《野草》陰鬱暗淡，格調抑鬱陰沉，反映詩人的沮喪和悲苦，以及對民眾的失望。技巧上《野草》運用現代主義藝術手法，如象徵主義、隱喻與寓言，意象豐富，偶見超現實主義的荒謬性。《野草》的創作受芥川龍之介《我的散文詩》一書啟發，也受廚川白村、夏目漱石、阿爾志跋綏夫、夏爾·波特萊爾、屠格涅夫等日本及西方文學家影響。《野草》被視為魯迅個人創作的精品，受公認為現代文學中偉大的著作。

## 背景
1923年7月，魯迅與弟弟周作人決裂，搬出周氏三兄弟在北京八道灣的大家庭，當時魯迅本想與跟他沒有愛情可言的妻子朱安分手，但由於朱安堅持陪伴而未能實現。1924年5月，魯迅遷到西三條胡同新居，這是傳統的四合院，在南向正房中間的北側新建一間小屋，作為魯迅的書齋和臥室，魯迅稱之為「老虎尾巴」，從窗子可以看見後院和望見兩棵棗樹，《野草》第一篇《秋夜》所寫的，就是這個院子的風景。移居西三條胡同以後，魯迅發表了大量文章，《野草》23篇全都寫於「老虎尾巴」:118-120。在寫作《野草》的1924年、1925年間，是魯迅一生創作力最旺盛的時期:126，1924至1926年，魯迅完成兩百多篇寫作和翻譯:51。1923年末，《中國小說史略》已定稿，魯迅卸下備課的重負。從1923年10月起，魯迅開始到女子高等師範學校（第二年改稱北京女子師範大學）講課，年輕女學生的熱情，有助於重燃「魯迅內心深處的青春的殘火和創作欲」:131、134。《野草》寫於魯迅與許廣平交往與戀愛的前後，這一重要事件顯著地影響其寫作。魯迅和朱安只有夫妻名分而沒有實質的夫妻生活。在開始寫作《野草》之前，魯迅與許廣平就非常熟悉:8、111、113。到1925年夏天，他們確定了戀愛關係。許廣平的愛把魯迅從絕望中拯救出來，但他也面臨情愛與道德責任之間的兩難。《野草》半數篇章寫於許廣平與魯迅通信與交往之後，蘊含著魯迅最私密的情感。正是許廣平的愛激發魯迅寫作部份《野草》的靈感:112-113。
1924年9月至10月，魯迅翻譯了廚川白村《苦悶的象徵》，深有共鳴，《苦悶的象徵》給魯迅提供創作《野草》的方法與理論上的根據，有力促作《野草》的誕生:131、134。當時魯迅一面在教育部任職，一面在北京大學等幾所學校兼課，講授中國小說史與文學。1924年11月，北京女子師範大學學潮開始，翌年5月學生自治會成員六人遭受退學處分，期間魯迅捲入了與女師大校長楊蔭榆、教授陳源的論爭:120。當年夏天，魯迅陷入北京女師大學生風潮中，與現代評論派激烈論戰，8月被教育總長章士釗革職，魯迅孤立無助，感到公理正義蕩然無存，這是《立論》、《死後》的寫作背景:96、98。當時章士釗擔任軍閥政府要職，魯迅不滿其欺善怕惡，啟發其寫作《狗的駁詰》:74。1926年三一八慘案中，北京政府段祺瑞下令對和平示威者開槍，擊斃47人，150餘人受傷，《野草》最後兩篇寫於大屠殺之後，表現其政治批判:11-12。寫作《野草》時，魯迅健康情況很差，患有肺結核，多次就診，面對疾病和衰老，詩人的沮喪在《野草》中屢有流露:46-47。

## 成書
魯迅於1924年9月15日作《秋夜》一篇，該年12月1日發表於《語絲》雜誌，總題為「野草」系列成品的第一篇。從《秋夜》到1926年4月的《一覺》，魯迅總共寫了23篇「野草」，全部發表於《語絲》。1927年4月魯迅寫成《題辭》，編輯成冊，於同年7月由北新書局出版《野草》一書:111、171、347。

## 內容

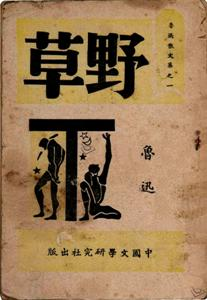
《野草》封面書影

《野草》第一篇《秋夜》描述後院所見的棗樹，寂靜的夜景充滿緊張，棗樹執著地向奇怪而高的夜空挑戰，使天空敗退:140-141、143。主人公回到房間，看見飛蟲衝撞燈罩，深覺其可愛可憐，借喻之為革命青年，默默憑吊:144、146-147。《影的告別》描述當人酣睡時，影子要告別離去，拒絕天國、地獄與「黃金世界」，知道自己會消失於光明之中，寧可選擇在黑暗中被吞沒:152、155。《求乞者》講述主人公在微風和灰土中走路，遇上兩個求乞的孩子，但沒有布施之心，並想到自己如要乞討，也只有選擇「無為」和沉默的姿態。作品描述了麻木與充滿隔膜的世界:160、163。《我的失戀》是擬古的打油詩，戲擬張衡《四愁詩》，諷刺當時流行的失戀詩:164、166，主人贈予戀人貓頭鷹、冰塘葫蘆、發汗藥（阿斯匹靈）和「赤練蛇」，換來不理不睬的態度:168、170。《復讎》描述曠野上男女二人赤祼站立，似將要擁抱或殺戮。路人紛紛奔來看熱鬧，但男女二人僅站立不動，路人都感無聊而散去，二人則因此而大感歡喜。作品諷刺社會上旁觀者眾多:172-173。《復讎（其二）》取材於《馬可福音》，記述耶穌被釘十字架與死亡。耶穌拒絕接受有麻藥效用的「沒藥」，以清醒頭腦審視以色列人怎樣對待神之子，這是耶穌對把自己釘上十字架的人的復仇:181-182、188。
《希望》抒發寂寞和衰老之感，慨嘆連青年人的消沉:191-192、196，作品引用匈牙利詩人裴多菲·山陀爾《希望之歌》及其言論：「絕望之為虛妄，正與希望相同」，抒發獨自抵抗絕望之情:193、195、203。《雪》描繪江南優美的雪景，記述孩子們一起堆雪羅漢（雪人）；北方的雪則如粉如沙，撒在屋上地上，會在旋風中紛飛昇騰:204-205。《風箏》記述主人公回憶少年時候，嫌惡小弟弟放風箏的沒出息，一次還在憤怒下破壞弟弟偷偷造的風箏，成年後主人公為此事深感內咎，想弟弟寬恕他，弟弟卻已全然忘記其事，沒有寬恕可言了:210-211。《好的故事》回憶小時候坐著小船經過故鄉附近的山陰道所見的農村美景， 景物倒影在水中搖蕩分合，紅花花影在水面浮動和碎散，主人公在凝視美景時卻驟然驚醒，深感失落和惋惜:226-228。《過客》劇中過客一直向前走而不知目的地，腳上受傷流血，丸遇上老翁與女孩，拒絕老翁回轉過去的勸告:237-238，而接受了女孩給他包紥傷口的布塊，過客從老翁口中得知，前路是墳地，但他仍堅持要走下去。過客是彷徨中魯迅的化身:239-240、242。《死火》記述主人公墮於冰谷中，發現凍結了的「死火」，死火因主人公的體溫而甦醒，儘管將會燒完，仍希望與他一起走出冰谷，主人公卻在冰谷口為大石車所輾死:252-253。
《狗的駁詰》中主人公衣服破碎，斥責向他吠叫的狗「勢利」，狗卻反駁說「愧不如人」，不知道分別官和民、主和奴:260，使主人公感到無臉見狗。作品諷刺人的勢利和奴才性格:75、73。《失掉的好地獄》講述魔鬼當初戰勝天神，主宰天國、人間與地獄。許多年後，人類起義戰勝魔鬼，掌管了地獄加以整飭:262-263，鬼魂遂受更嚴苛的折磨。作品把中國社會現實看作地獄:264、271。《墓碣文》記述墓碑正面刻有「有一遊魂，他為長蛇」，「自嚙其身」；孤墳頽壞，死屍露出，心肝全無，碑背則刻著「抉心自食，欲知本味」，最後死屍在墳中坐起:277-278。《頽敗線的顫動》記述主人公夢見一個寡婦為了養活小女兒而出賣肉體，女兒長大成婚後，卻與夫婿一同怨恨鄙夷老婦:283-284，老婦赤身走到荒野，悲憤莫明，頽敗的身軀與天空一同顫動。故事象徵作者屢屢遭受無情的背叛:285-286。《立論》中老師以故事教導學生立論的方法：讚揚滿月嬰兒做官發財的受感謝，說真話謂孩子將來要死的受痛打，故與人交流最好不發議論:294、297。《死後》講述主人公夢見自己倒斃在路上，不能動彈卻仍有知覺，為路人所發現，被送進棺材:298-300，一個書鋪伙計還來向死者推銷古籍。作品諷刺看客的麻木和冷膜，並以蒼蠅諷刺當時與作者論爭的陳源的虛偽:301、308。
《這樣的戰士》有感於文人學者幫助軍閥而作，文中的戰士是魯迅的自我投影，他拿著投槍獨自進入敵陣:315、317-318，把投槍擲向敵人的胸膛，敵人卻已脫身而去，但戰士還是百折不撓:320-321。《聰明人和傻子和奴才》講述奴才分別向聰明人和傻子訴苦，得到聰明人的同情，傻子則主動要為奴才的房屋砸牆而開一個窗:321-322，結果被一群奴才趕走。作品諷刺中國人多是安於奴隸生活的奴才:323、325。《臘葉》記述作者去年在楓樹摘下一片紅色的病葉，夾在書本中，到今年葉子已經變得蠟黃，失去斑斕的顏色，藉此寄托魯迅對自身病況的感慨:328、330。《淡淡的血痕中》因抗議段祺瑞政府向民眾開槍的三一八慘案而作:334-335，批評造物主使人忘卻痛苦，使鮮血褪色，並讚揚「猛士」始終頑強反抗，使天地展現新面貌:338-339。《一覺》先寫奉系軍閥的飛機到北京上空投彈，作者在書房中整編年輕作家的文稿，欣賞青年人的苦惱與憤怒，又想起年輕人辦的雜誌《淺草》和《沉鐘》，使作者喜悅和感激，感到「是在人間活著」:344-345。《題辭》寫於四一二政變後不久，在恐怖下被迫沉默:351-357，並評述詩集「根本不深，花葉不美」，在瘠土中艱難成長，卻是作者所愛的，願把《野草》獻給一切好友與仇敵，「愛者與不愛者之前」:356、358。

## 主題思想
《野草》是魯迅反抗「黑暗與虛無」的故事，主調是反抗和打破黑暗，也透露內心的虛無、寂寞與頽唐:122、10。《野草》篇章按主題可分兩大類，一類是作者對其思想陰暗面的自我剖析，如《影的告別》、《過客》、《墓碣文》；另一類表現魯迅與保守勢力的鬥爭，如《秋夜》、《復讎》、《淡淡的血痕中》:75。《野草》主題之一，是對黑暗現實的社會和政治批評，批判軍閥政治的暴虐和庸眾的精神無知，把軍閥統治下的黑暗現實比喻為夜空（《秋夜》）、地獄（《失掉的好地獄》）和荒漠（《一覺》）:36。詩人批判民眾:40，表達對無知民眾的失望，他們毫無覺醒的跡象（《復讎》兩篇）:37。《死後》用螞蟻和蒼蠅比喻庸眾的渺小瑣屑:124。《野草》表現出對社會的死心和失望:45，偶爾對無知民眾感到絕望：如果他們不能被拯救，則應該被滅盡（《淡淡的血痕中》）:37。
《野草》是1920年代中期詩人情感經歷及哲學思考的真實記錄，整部《野草》可視為詩人的心靈旅程:106、153，《野草》世界就是被「解剖」的魯迅內心世界:81，著重主觀情緒的表達，而不是為了描繪現實的圖畫。作者將痛苦、哀怨和渴望的隱衷都熔鑄在《野草》中:199、142。《影的告別》表達了詩人潛意識裏希望離異妻子的意願。《復讎》反映了夫妻間的對抗，永久地對峙直至乾枯:121、132、134。《希望》道明作者希望尋找愛或合理的生活。《過客》洩露渴望他妻子的滅亡，以及隨即而來的內疚感，表露愛恨交織的矛盾心理:142、152。《死火》以「死火」比喻許廣平，得到死火是主人公的夙願，洩露了魯迅第一次得到愛的得意心態。《野草》部份篇章呈現強烈的懺悔感:162-163、202。《墓碣文》中的死屍可視作道義上的死亡，隱喻魯迅的自我道德譴責，以及對妻子朱安的內疚感:169、173、170。「抉心自食」的描述，象徵死者徹底而無情地解剖自我，造成深刻的心理糾葛，以致「創痛酷烈」:83。
《野草》的另一個主題，是對於自我、人生和個人意志的哲學思考，反映了魯迅「不滿意的存在和被壓抑的生命力之間的衝突」:39、101，表現其「反抗的個人主義」:136，懷疑自我與理性。主人公往往被投入不可擺脫的困境而陷入絕望。面對絕望的生存困境和心理僵局，《野草》表達了主人公對生命意志的召喚:103-104。《影的告別》挑戰理性的有效性，不僅懷疑在宗教信仰上的天堂與地獄，也懷疑政治信仰上將來的黃金世界。作者的困惑和懷疑也表現於《希望》和《過客》中:59-60。《求乞者》描述人與人之間高度隔膜和猜疑的狀態:69，主人公出於感情上的厭惡拒絕施舍，出於理性的疑慮他又畏懼求乞，這種情感與理性的兩難是《野草》主要哲學命題之一:67。《過客》中悲愴而孤獨地不停向前的過客，最能代表《野草》世界的人物形象:69，作品所體現的是「對於人類意志的意義的一種存在主義的強調」，走下去的行為在存在裏變成唯一的意義。老翁、過客和女孩分別象徵虛無主義、存在主義和理想主義的生活態度:76、84。《狗的駁詰》反映魯迅對人性本質特徵的思考，認為人性不如一隻狗，並以狗影射他的論敵:87-77、90。《立論》透露出作者對在現實生活中不能訴諸理性的失望，理性在荒謬和謊言面前蒼白無力:93、95。

## 體裁與風格

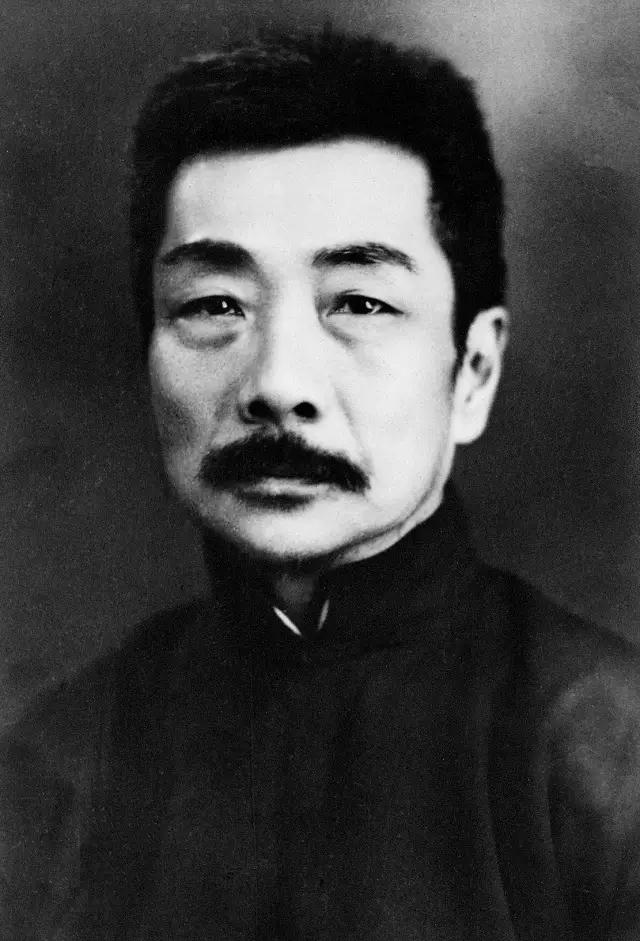
《野草》作者魯迅

《野草》各篇被魯迅稱為散文詩，是「詩與哲學的融合」:111，創造一系列詩的意象:207。各篇短小精練，含義豐富:21-22，創造神秘而現代的詩性世界:81。《秋夜》充滿詩意的想像；在《雪》的結尾，自然景象的描寫浸透了幻想與隱喻的意象，賦予散文以詩意:106、108。《野草》代表魯迅對白話的美感和音樂性上的追求:14。《影的告別》和《死火》都有比較齊整的韻腳，如果分行書寫，讀起來像自由體新詩。兩篇《復讎》結構緊湊，節奏張弛有序，詞匯讀音響亮，主旋律詩節重覆。《題辭》筆力遒勁，語調鏗鏘，飽含激情:164、19、105。《好的故事》有不少押韻的句子，也使用排比句:17-18，富於音樂性，每一景物都像樂曲中短暫的音符，甫來旋逝，又餘音裊裊。《我的失戀》是《野草》中唯一一首分行的詩。《過客》是《野草》中唯一的戲劇:145、123、74，台詞多有意味深長的象徵性表現，可說是散文詩式的戲劇:64。《死後》接近短篇小說:49。《失掉的好地獄》像一篇寓言，有完整的情節，神話式的題材:21。《立論》和《聰明人和傻子和奴才》都是具有諷刺性的寓言:94、105，前者諷刺見風使舵的處事哲學，後者諷刺民眾的愚蠢:96、107。《風箏》風格上很像《朝花夕拾》中的回憶性抒情散文:72。
《野草》風格陰鬱暗淡:122，主調陰暗而殘酷:42，格調抑鬱陰沉，反映詩人的沮喪和悲苦，以及對民眾的失望:52、37，潛藏著作者孤獨、懷疑、頽唐的心緒:1，文字高度簡潔凝練，率真、深刻而生動地表現魯迅的內心世界:150，《野草》的世界可說是「詩人狂想的幽暗花園」:107。《野草》是噩夢式的散文詩，富有現代主義特徵，呈現恐怖與焦慮的形象，為傳統中國詩歌所罕見。《墓碣文》故事陰森恐怖，令人毛骨悚然:204、154-155。《野草》情感強烈，氣氛空虛和苦楚，心情悲涼枯寂，懸於希望與絕望之間:200、209，部份篇章抑鬱和悲觀，但亦賦有強烈的鬥爭精神，其主人公不妥協地與命運抗爭。《野草》意思晦澀:198、113，深奧綿密而難懂，其中《影的告別》和《墓碣文》兩篇最難解:151、80，《墓碣文》、兩篇《復讎》和《題辭》都文字凝練，言簡意賅。《我的失戀》、《狗的駁詰》和《立論》三篇則比較通俗易懂，筆法滑稽和有所諷刺:46、63。《立論》筆法帶點戲謔，有黑色幽默的意味:97。《野草》中也有作品比較平和，表現憐恤和慈愛，如《臘葉》:129。書中最抒情性的篇章題材通常與家鄉、青春和往事的回憶有關，如《風箏》、《雪》、《好的故事》:201。

## 手法與技巧
《野草》運用現代主義藝術手法，如象徵主義、隱喻與寓言。作者交替於實有與虛無、醒與夢、意識與潛意識兩極的探索，賦予作品「現代性」:205、215。《復讎》中不擁抱也不殺戮的形象，用了象徵主義的筆觸:8。《影的告別》、《失掉的好地獄》、《墓碣文》、《死後》、兩篇《復讎》、《過客》、《這樣的戰士》各篇都運用象徵主義詩歌的暗示技巧:25。《過客》具有強烈的象徵意味，戲劇設置如時間背景為黃昏、人物的年齡、過客從東到西的旅程、不確定的目的地，以及人物間的對話，都強烈地透露象徵意義:75，象徵性地表現作者不知道路「那一條好」的迷茫。《失掉的好地獄》以地獄象徵中國社會，北京雖幾度易主，卻總是受軍閥控制:65、76。《頽敗線的顫動》主題是自我犧牲與忘恩負義，象徵魯迅與青年交往的經歷:73。《野草》結合現代小說的手法，如性格刻畫、對話、視覺變換等。《死火》運用詩人與死火的對話形式:104、113。《野草》的現代主義文學面貌，見諸其中的惡夢與超現實主義的荒謬性:377。
《野草》展現超現實的世界，交織現實與幻想、生與死、人與鬼和人與獸，為作品描繪超現實的背景，形象古怪驚人，如死火、 魔鬼、意識尚存的死人、復活的腐屍等，具有不連貫與顛倒現實的噩夢式特質:205、210。內容構思上很多是夢幻的，共有7篇開始於「我夢見」的描述。李214《野草》還運用乞丐、妓女、影子、腐屍之類的形象，使其人物變形，或誇張人物的異常行為，致使人物造型呈現表現主義的藝術效果。《過客》中超現實主義的描寫，可見於過客總聽見前方催促他前進的聲音:214、206、82。《死火》以夢中所見，展示超現實的世界:72，冰谷中凍結的死火，是《野草》最奇特的形象之一。《死後》帶有超現實主義和幽默色彩，筆調喜劇式的，細節寫實生動:84、99。《頽敗線的顫動》描寫個人肉體的顫動波及全宇宙，也是超現實的手法:58-59。語言方面，《野草》少數篇章如《失掉的好地獄》和《墓碣文》，借用源自文學經典或佛經的詞匯，營造一種疏離效果:208。《墓碣文》結合文言風格與現代白話，強調作品的幻覺夢境:105。《失掉的好地獄》有沸油、劍樹、刀山、牛首阿旁、曼陀羅等佛教用語:332。魯迅也自鑄新詞，如「無地」、「無物之陣」:105、「殞顛」:339。
《野草》想像力恢宏:199，以豐富多彩的意象來表現作者內心的衝突與苦悶:130，形象化再現魯迅兩難的心理僵局，有效突顯複雜主題與詩人的矛盾心理，效果震撼人心:206-207。以「我夢見」為開頭的一系列作品充滿奇妙的意象，整體印象是朦朧的:198。影子是《野草》的重要意象，象徵魯迅感受到的不明不暗、空虛與無望:101-102。《這樣的戰士》將社會黑暗與持續戰鬥的魯迅形象化，標舉魯迅獨特的反抗精神:99、104。《影的告別》中的影子代表著詩人的另一自我，《過客》中過客是魯迅的自畫像，都是自喻的手法:112、115。藝術形象形體的渺小和謙卑，與精神的果敢與堅韌形成鮮明對照，如《秋夜》中小青蟲是魯迅「知其不可為而為之」精神的體現:16。《野草》部份篇章影像鮮明瑰麗:2。《好的故事》筆致優美，寫出作者的美夢和從中看到了希望，「兩岸邊的烏柏，新禾，野花，雞，狗，叢樹和枯樹，茅屋，塔，伽藍，農夫和村婦，曬著的衣裳，和尚，蓑笠，天，雲，竹」，並列的名詞給予讀者豐富的意象:61。《野草》擅用擬人法，《秋夜》把棗樹、夜空、月、星、野花草、落葉等景物擬人化，賦予棗樹獨立的人格:141-142，「惡鳥」則賦予反抗和叛逆的含意:14。《雪》運用擬人化的手法，使「北方的雪」的形象更接近反抗者:57。

## 藝術源頭

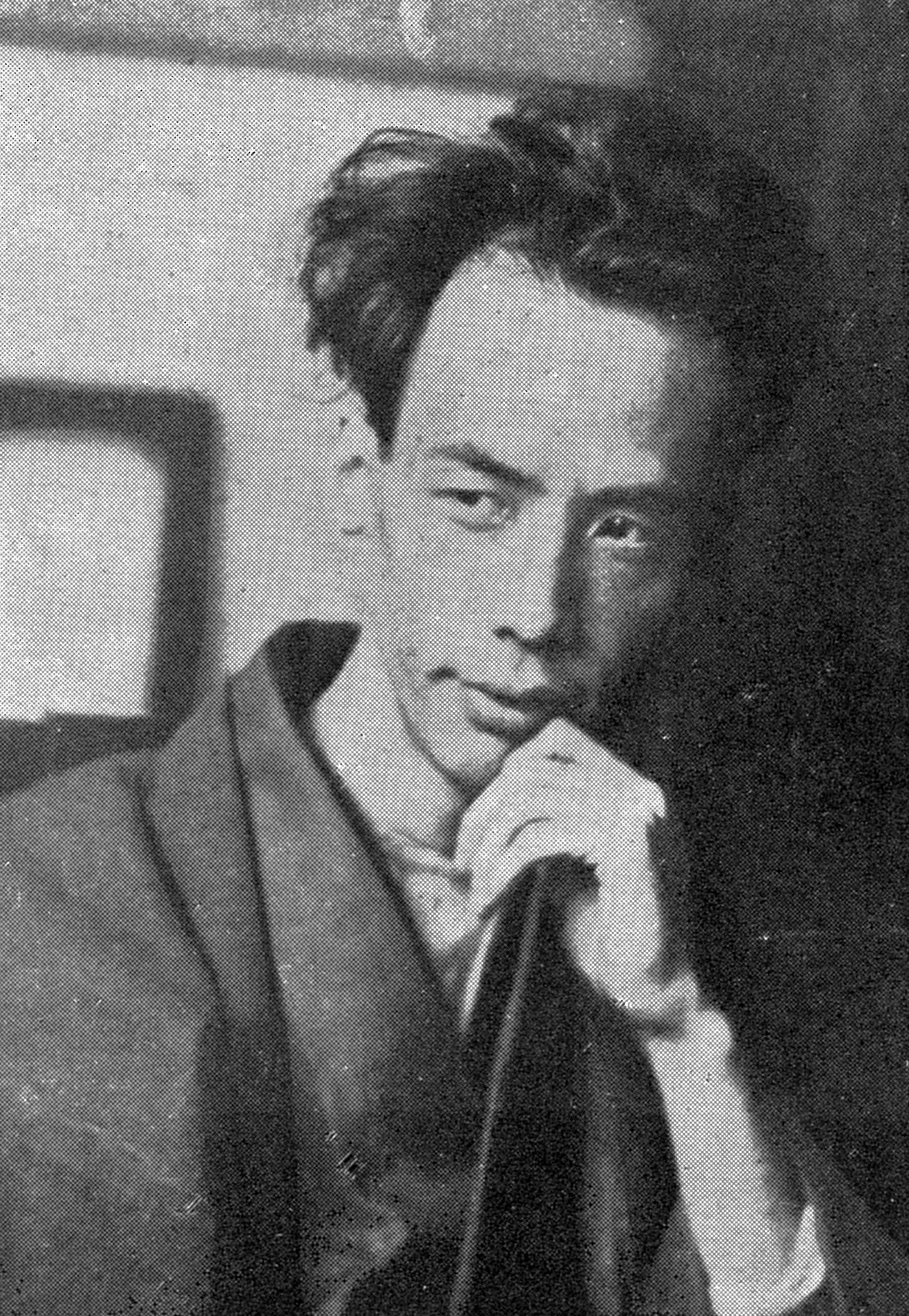
影響《野草》創作的芥川龍之介

《野草》受外國思想與表現形式影響:113。魯迅可能通過日本翻譯或摹倣之作，而熟識散文詩這一歐洲詩歌體裁:217。《野草》選用散文詩這一形式，受芥川龍之介《我的散文詩》一書啟發:198。《秋夜》所用素材和芥川龍之介散文詩《櫧樹》相似，兩篇中的樹都具有如聳立戰士一般的風格:196。《過客》則啟發自芥川龍之介短篇戲劇《往生畫卷》，兩篇內容相似，如《過客》中的過客與老翁，分別相當於《往生畫卷》中的「五位入道」和年邁法師:204、202。夏目漱石散文詩集《夢十夜》有十篇假托夢的故事，《野草》中也有假托夢的七篇作品:263，其形式與內容都近似於《夢十夜》。藤田梨那認為《過客》與夏目漱石《第七夜》有相似之處:131-132。《復讎》前半部所寫的擁抱與殺戮，受長谷川如是閑《血的奇論》一文的影響，而描寫更加細致:175-176。
魯迅接受廚川白村《苦悶的象徵》的文藝觀，把一切文藝看作自己內心世界的象徵性表現:134，《野草》的創作從《苦悶的象徵》得到方法上、理論上的根據:273。《野草》試驗廚川白村的文學理論，散文詩中悲涼、陰暗、貧乏和荒誕的時空背景，主人公襤褸的衣著和羸弱的體魄，惶惑、猶疑的心態，希望突破桎梏但終於無效的行為，壓抑與悲愴的色調，古怪或驚駭的意象，皆與廚川白村的理論暗合:55-56。廚川白村主張運用「象徵主義的表現方法」，受此啟發:146，《野草》運用象徵主義寫作:103，把《苦悶的象徵》所述「幾乎是盲目地突進不止的生命力」形象化，形成《過客》中的主角:66。廚川白村主張「作家深入，更深入地去挖掘自己的內心深處，直至到達處在自我內容的底層之底層的苦悶」，影響了《野草》的寫作，《影的告別》和《頽敗線的顫動》都描寫出內心深處的潛在意識。廚川白村主張，藝術作品表現出「夢的潛在內容」﹐影響了《野草》共有九篇記夢:144-146。而《聰明人和傻子和奴才》中傻子的形象，是以廚川白村《出了象牙之塔》的「傻瓜」為基礎的:106。
《野草》繼承了尼采超人的「渺茫」及其獨特的寫作風格:73，跟尼采《查拉圖斯特拉如是說》的相似之處，在於《野草》表現了希望與絕望的矛盾鬥爭，以及魯迅自我克服的心路歷程。兩書都採用獨白、象徵性的形象及難解的格言等:379。《過客》裏的過客、《這樣的戰士》中的戰士，其形象刻劃都受《查拉圖斯特拉如是說》的影響，《野草》所追求的就是尼采的「超人」:138。《墓碣文》的長蛇和《查拉圖斯特拉如是說》惡夢中的蛇很相似。《秋夜》中象徵魯迅自己的棗樹，亦與尼采《歡樂之學》中象徵「超人」的樹很相似:379。《查拉圖斯特拉如是說》裏有一個「影子」，可能是《影的告別》中「影」的靈感源泉或原型:382。查拉圖斯特拉和影子告別，為的是繼續向光明的地方漫遊，《野草》中的影子則是想和人告別，以便消失在黑暗裏:78。《過客》情節源於《查拉圖斯特拉如是說》「漫遊者」、「緊急呼叫」兩節:83-84，過客像查拉圖斯特拉一樣，也在探尋出路。過客拒絕接受同情，表現出尼采式孤獨戰士的特點:385-386。《過客》的對話結構可能來自查拉圖斯特拉，過客和老翁的關係相當於查拉圖斯特拉與先知的關係，而過客與小女孩的關係相當於查拉圖斯特拉與隱士的關係:108。《希望》一篇則有《查拉圖斯特拉如是說》「叛道者」一節的痕跡:81。
對《野草》有影響的還有裴多菲、阿爾志跋綏夫、夏爾·波特萊爾、屠格涅夫:138。《墓碣文》中「自嚙其身，終以殞顛」的長蛇，有取自拜倫詩劇《曼弗列特》中「自壞」的曼弗列特:81-82。《頽敗線的顫動》題目來自阿爾志跋綏夫《工人綏惠略夫》中主人公所見耶穌的一段:342。孫玉石指出《野草》受到波特萊爾及屠格涅夫散文詩的影響:113。波德萊爾《小散文詩》曾被廚川白村書所引用，或吸引了魯迅。《野草》在情緒和文字方面和《小散文詩》有相似之處。《狗的駁詰》受《小散文詩》中《狗和香水瓶》一篇影響。《秋夜》也和波德萊爾《藝術家的懺悔》有互通之處:11-12。《墓碣文》的意象與波特萊爾的詩《腐屍》相似。《臘葉》的表現手法到命意，也和波特萊爾小詩《鬼影之四·肖象》很相似:166-179。《死後》回應了波特萊爾一篇有關路旁所見死屍的散文詩:6。安敏軒（Nick Admussen）稱《野草》為波德萊爾式的散文詩:8；普實克認為《野草》類似波特萊爾的散文:167。而《墓碣文》扒開胸膛取出心臟的形象、《頽敗線的顫動》裏空中突然湧起波濤的形象，都受安特萊夫影響:139。

## 譯本
1931年，《野草》由馮餘聲翻譯成英文，但此英譯稿在一二八上海戰爭中毀於戰火:3。《野草》有多個日語譯本：鹿地亘（1937）、竹內好（1953）、高橋和巳（1967）、駒田信二（1978）、飯倉照平（1985）、片山智行（1991）:376-377、丸尾常喜（1997）:214。1971年，蘇聯出版了《野草》的俄文譯本:212。中國外文出版社翻譯的有：英語（1974）、德語（1978）、韓語（1972）、世界語（1974）。在外國翻譯出版的，有捷克語（1951）、法語（1975）、丹麥語（1976）譯本:112-113。2022年哈佛大學出版社出版《野草》與《朝花夕拾》英譯本Wild Grass and Morning Blossoms Gathered at Dusk，由莊愛玲（Eileen J. Cheng）翻譯。

## 評價
《野草》受公認為偉大的作品:4。魯迅自己評價《野草》說「技術不算壞，但心情太頽唐」:113。1929年，中國共產主義青年團刊物《列寧青年》批判《野草》的悲觀主義和失敗主義:215，認為它不能激發革命熱情:125；成仿吾、郭沫若和馮乃超也譴責其虛無主義:215。馮雪峰認為《野草》在魯迅著作中「並不那麼重要」，「有虛無感的，悲觀而絕望的」，充滿個人主義的矛盾:129-130。孫玉石批評兩篇《復讎》「表現了過多的孤寂情緒，表現了對於群眾麻木一面缺乏全面分析的傾向」:41。錢理群認為《野草》是魯迅「最個性化，最具有獨創性」的作品，是打開魯迅之魂的鑰匙:112。竹內好認為魯迅作品中，藝術上最完美的是《野草》。片山智行認為《野草》「堪稱魯迅文學神髓」和「結晶」:151、134、148。尾上兼英認為《野草》是魯迅文學的縮影和原型，「知《野草》者知魯迅」:197。普實克認為《野草》是魯迅最偉大的藝術作品，可與歐洲詩歌相比美:4、217。林毓生認為《野草》是探測魯迅潛意識層次的最重要資料。李天明認為是魯迅個人創作的精品，也是現代文學藝術寶庫中的經典之作:6、2。